# Curtara albimaculata
Curtara albimaculata är en insektsart som beskrevs av Henry Fairfield Osborn 1926. Curtara albimaculata ingår i släktet Curtara och familjen dvärgstritar. Inga underarter finns listade i Catalogue of Life.